# Göran Stangertz
Göran Nils Robert Stangertz (født 19. juli 1944, død 27. oktober 2012) var en svensk skuespiller og instruktør.
Stangertz tog sin teateruddannelse i årene 1964 til 1967. Hans første filmrolle var i filmen Boghandleren som holdt op med at bade fra 1969, der er instrueret af Jarl Kulle.
Han vandt i sin karriere to Guldbagge-priser for bedste mandlige hovedrolle i henholdsvis 1975 og 1998.

## Privatliv
Stangertz var gift tre gange og fik syv børn. Han var første gang gift med Birgitta Zetterberg fra 1965 til 1977, med hvem han fik to døtre. Fra 1980 til 1984 var Stangertz gift med Nina Gunke og sammen fik de datteren Niki. Fra 1986 til 2006 dannede han par med manuskriptforfatteren Jeanette Nevrin. Sammen fik de fire børn, tre døtre og en søn. Derefter indledte han et forhold med Kajsa Ernst, og de giftede sig i 2009. Parret var gift indtil 2012, hvor Stangertz døde af halskræft.

## Udvalgt filmografi
- Boghandleren som holdt op med at bade (1969)
- Det sidste eventyr (1974)
- Vi er vel kammerater (1976)
- Ansigt til ansigt (1977)
- Paradishuset (1977)
- Jack (1977)
- Den umulige drøm (1982)
- Strindberg - et liv (tv-serie, 1985)
- Tre kärlekar (tv-serie, 1989)
- Tre terminer (tv-serie, 1991)
- Höst i paradiset (1995)
- Spring for livet (1997)
- Fødselsdagen (2000)
- Solsidan (tv-serie, 2011)
- Prime Time (2012)
- Faro (2013)